# 艾博特环形山

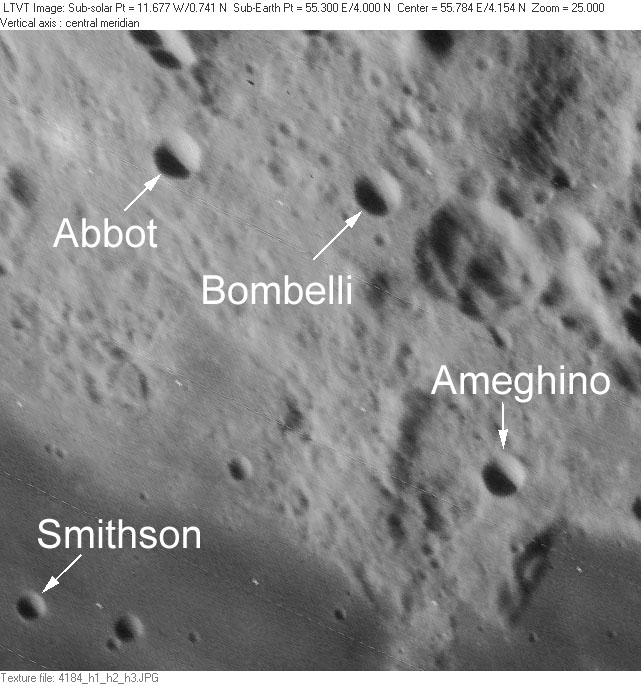
月球轨道器4号拍摄的图像

艾博特陨石坑（Abbot）是位于月球正面澄海东南部的一座小撞击坑，其名称取自美国天文学家查尔斯·格里利·阿博特（1872年-1973年），1973年被国际天文学联合会批准接受。

## 描述
该陨坑位于危海和丰富海之间的山区，东面毗邻略小的邦贝利陨石坑，南面则蜿蜒着阿波罗尼奥斯月溪（Rimae Apollonius）。该陨坑中心月面坐标为20°07′N 27°49′E / 20.11°N 27.82°E，直径10.4公里，深约1.71公里。
艾博特陨石坑外观呈圆杯状，内侧壁平整倾斜至坑底，其形态特征隶属于ALC 型（以该类陨石坑的典型代表—卫星坑阿尔巴塔尼环形山 C所命名）。坑壁最大高出周边地形390米，内部容积约44.99公里3。
在1973年前，该陨坑曾被称作卫星坑阿波罗尼奥斯 K。
艾博特陨石坑已被月球及行星观测者协会（ALPO）列入《内侧壁坡带有深色辐射纹的撞击坑列表》。